# Домбровиця (Турецький повіт)
Домбровиця (пол. Dąbrowica) — село в Польщі, у гміні Добра Турецького повіту Великопольського воєводства.
Населення — 221 особа (2011).
У 1975-1998 роках село належало до Конінського воєводства.

## Демографія
Демографічна структура станом на 31 березня 2011 року:
|          | Загалом | Допрацездатний вік | Працездатний вік | Постпрацездатний вік |
| -------- | ------- | ------------------ | ---------------- | -------------------- |
| Чоловіки | 115     | 25                 | 74               | 16                   |
| Жінки    | 106     | 19                 | 62               | 25                   |
| Разом    | 221     | 44                 | 136              | 41                   |